# HMM Copenhagen
HMM Copenhagen — великий контейнеровоз, побудований у 2020 році компанією Daewoo Shipbuilding & Marine Engineering у Південній Кореї. Його висота 61 метр завширшки та 399,9 метра довжини. Місткість судна становить 23 964 TEU. HMM Copenhagen зареєстрований в Панамі та управляється HMM Co Ltd.